# Potamididae
Potamididae H. Adams & A. Adams, 1854 è una famiglia di molluschi gasteropodi della superfamiglia Cerithioidea.

## Tassonomia
La famiglia comprende i seguenti generi viventi:
- Cerithidea Thiele, 1929
- Cerithideopsis Thiele, 1929
- Pirenella Gray, 1847
- Telescopium Montfort, 1810
- Terebralia Swainson, 1927
- Tympanotonos Schumacher, 1927

Sono noti anche i seguenti generi estinti:
- Bittiscala Finlay & Marwick, 1937 †
- Canaliscala Cossmann, 1888 †
- Dentimides Landau, C. M. Silva & Heitz, 2016 †
- Diptychochilus Cossmann, 1908 †
- Hadraxon Oppenheim, 1892 †
- Mesohalina Wittibschlager, 1983 †
- Potamides Brongniart, 1810 †
- Ptychopotamides Sacco, 1895 †
- Serratocerithium Vignal, 1897 †
- Szaboella Bandel & Riedel, 1994 †
- Trempotamides Dominici & Kowalke, 2014 †
- Varicipotamides Pacaud & Harzhauser, 2013 †